# ペレツ

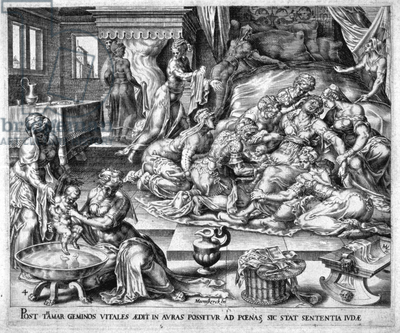
ペレツ誕生の図。左下の、湯で洗われている赤ん坊がペレツである。

ペレツ（ヘブライ語: פֶּרֶץ、ペレズ）は、旧約聖書『創世記』に登場する人物。タマルが舅ユダとの間に儲けた子で、ゼラの双子の弟。
名前はヘブライ語で「破る」「飛び出す」という意味であり、創世記38章29節にその名の由来が記されている。
この他、ルツ記にはペレツからダビデ王までの系図が書かれており、マタイによる福音書とルカによる福音書に記されたイエスの系図にもペレツの名がある。